# Jenny von Westphalen
Johanna Bertha Julie von Westphalen, llamada "Jenny"  (Salzwedel, 12 de febrero de 1814-Londres, 2 de diciembre de 1881), fue una escritora y pensadora política prusiana. Fue esposa del filósofo Karl Marx y primera miembro de la Liga de los Comunistas. Fue una importante interlocutora intelectual de Marx, con quien tuvo siete hijos, cuatro de los cuales murieron siendo niños.

## Origen familiar de Jenny von Westphalen
Jenny von Westphalen nació en Salzwedel en una prominente familia de la aristocracia prusiana. Su padre, el Barón Ludwig von Westphalen (1770-1842), era un viudo con cuatro hijos de anteriores matrimonios, que sirvió como "Regierungsrat" (burócrata con un alto cargo en la Administración Pública) en Salzwedel y en Tréveris. Su abuelo paterno fue el barón Christian Philip Heinrich von Westphalen (1723-1792), quien había sido de facto "jefe de gabinete" del duque Fernando de Brunswick durante de guerra de los Siete Años. Su abuela paterna, Jeanie Wishart (1742-1811), era una noble escocesa cuyo padre, George Wishart (1703-1785), descendía en línea directa del noveno Conde de Angus y de Lady Agnes Keith, esta última a su vez descendiente directa del rey Jacobo I y la Casa de Estuardo. La familia materna de Jeanie Wishart eran duques de Argyll, la familia aristocrática más poderosa de Escocia durante siglos. En cuanto a la madre de Jenny, era la baronesa Amalia Julia Caroline von Westphalen (de soltera Heubel), quien nació en 1780 y falleció en 1856.
El hermano de Jenny von Westphalen, Edgar Gerhard Julius Oscar Ludwig von Westphalen (1819-1890), fue compañero y amigo de Karl Marx. Otro de sus hermanos, el barón Ferdinand Otto Wilhelm Henning von Westphalen, fue el ministro del Interior de Prusia, entre 1850 y 1858, y ordenó el arresto y deportación de su cuñado iniciando su largo exilio en Londres.

## Matrimonio
Jenny von Westphalen y Karl Marx se encontraban regularmente cuando eran niños. Ella era cuatro años mayor que él. Durante la adolescencia se convirtieron en amigos íntimos, ya que ambos eran cultos y apasionados por la literatura. En el verano de 1835 comenzaron su noviazgo. Según Marx, quien confesaba estar muy enamorado, ella era la joven más linda de Tréveris.
El Barón Ludwig von Westphalen, padre de Jenny, era también amigo de Heinrich, el padre de Marx. Pronto el joven Marx también se convirtió en amigo y admirador del barón; juntos solían realizar largas caminatas, durante las cuales hablaban de filosofía y de literatura inglesa.
Jenny von Westphalen y Karl Marx se comprometieron en 1836. Un año después él le dedicaría a ella un compendio de numerosos poemas de amor. Finalmente se casaron el 19 de junio de 1843 en la iglesia de San Pablo en Kreuznach (actualmente Bad Kreuznach).
Muy poco tiempo después de su matrimonio, en octubre de 1843, Karl y Jenny Marx se trasladaron a la Rue Vaneau en París y se hicieron amigos del poeta alemán Heinrich Heine, quien vivía en la Rue Matignon.

## Hijos

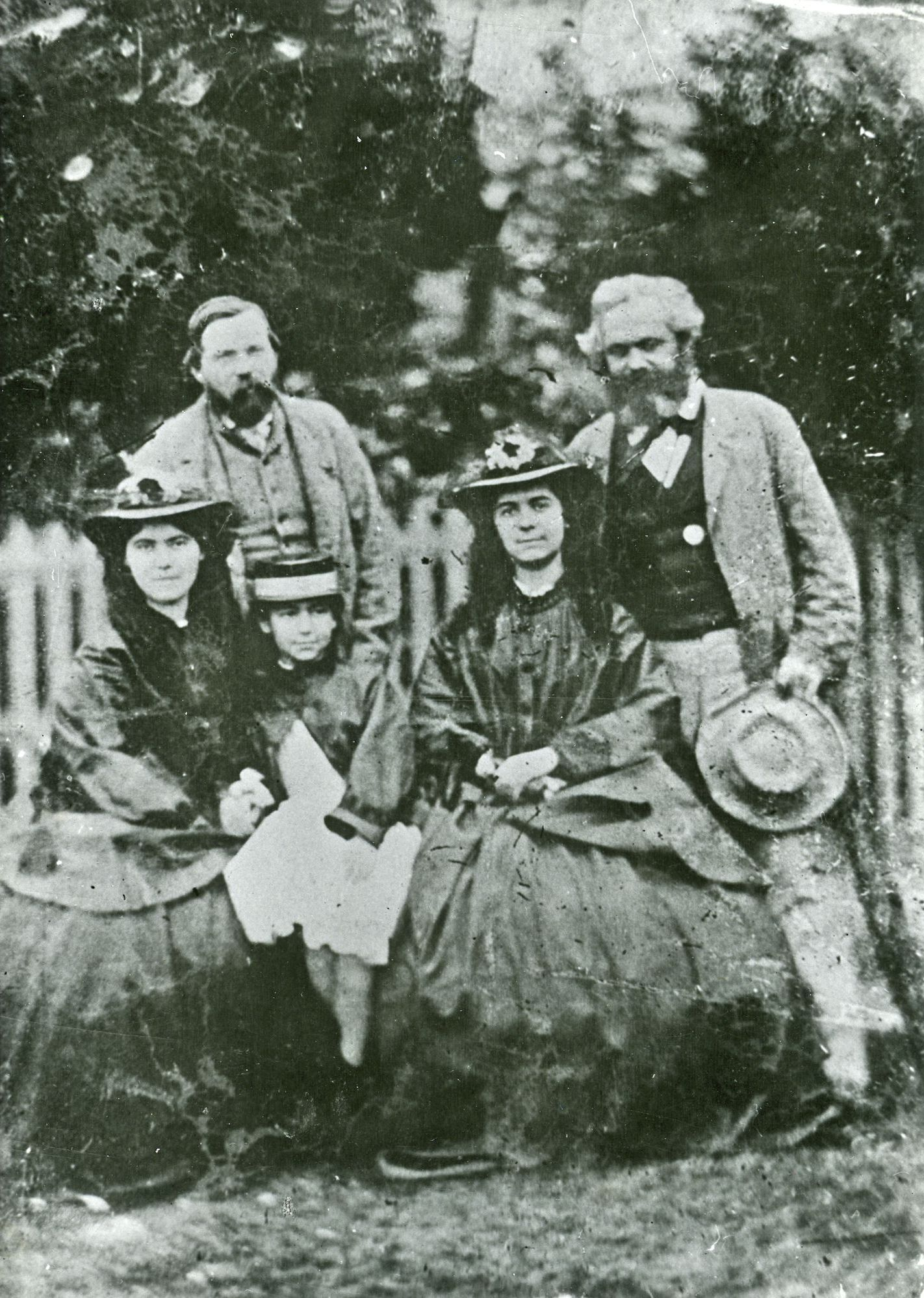
Friedrich Engels (1820-1895), Karl Marx (1818-1883) y las hijas de Marx: Jenny Caroline, (1844-1883), Jenny Laura, (1845-1911), y Jenny Julia Eleonora (1855-1898).

Karl y Jenny Marx tuvieron siete hijos, en orden cronológico:
1. Jenny Caroline (1844-1883) militante socialista, (fue esposa de Charles Longuet).
2. Jenny Laura (1845-1911), nació en Bruselas, Bélgica y fue esposa de Paul Lafargue, junto al que se suicidó.
3. Edgar (1847-1855), recibió el nombre de su tío Edgar, el hermano de Jenny von Westphalen.
4. Herny Edward Guy "Guido" (nació en Colonia, Alemania en 1849; murió en Londres, Inglaterra en 1850).
5. Jenny Eveline Frances "Franziska" (1851-1852).
6. Jenny Julia Eleonora, autora marxista, (nació en enero de 1855; se suicidó en 1898, a los 43 años de edad).
7. Un niño sin nombre, que nació y murió en julio de 1857.

## Exilio en Bélgica y Gran Bretaña

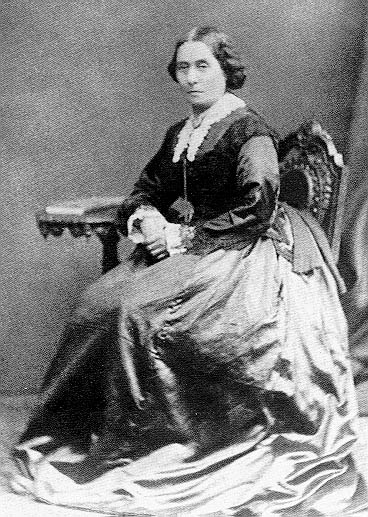
Jenny Marx en 1880.

En febrero de 1845, la policía política francesa expulsó a Karl Marx y a Jenny, quien estaba embarazada, por lo cual el nacimiento de Laura tuvo lugar en Bruselas.
A partir de1846, Jenny von Westphalen desarrolló su participación política más activa tanto en la Liga de los Justos (Liga Comunista) como en la Unión de Trabajadores Alemanes dando conferencias y organizando encuentros. En enero de ese mismo año Karl y Jenny trabajaron juntos para terminar el Manifiesto Comunista, tratando ella de hacer legibles las acusaciones de Marx a la burguesía así como la idea de que la revolución era correcta, inevitable e inminente.
A principios de marzo de 1848, la policía belga detuvo con una orden de expulsión a Karl. Los Marx regresaron a París, entonces capital revolucionaria de Europa tras la revolución de febrero y la caída de Luis Felipe de Orleans y al poco tiempo se trasladaron a Colonia.
Las erupciones revolucionarias que tuvieron lugar en muchos países europeos en 1848, incluyendo los estados alemanes, les convencieron de la inminencia de una gran revolución democrática en su patria; pero tras el fracaso de la revolución alemana en junio de 1849, las autoridades prusianas detuvieron y deportaron a Karl Marx a Francia, quien se vio obligado a abandonar con su familia dirigiéndose en octubre de 1849 a Londres. Un año más tarde Jenny y sus hijos lo seguirían.
A partir de 1849-1850 los Marx vivieron en condiciones muy duras, a las que las disputas políticas, vigilancia y acoso policial, hubieron de añadir las penalidades más sórdidas de pobreza, desahucios y acoso de acreedores en Dean Street en el barrio de Soho. Lo peor de todo fue el fallecimiento de varios de sus hijos a muy corta edad.
A partir de 1851 la ayuda financiera sistemática de Friedrich Engels, gran amigo de la familia, palió en parte sus desgracias.
En 1856 los Marx se trasladaron a Grafton Terrace, cerca de Hampstead Hill, en el norte de Londres, gracias al dinero que heredó Jenny al fallecer su madre en 1856. La casa de Grafton Terrace 9, en aquel entonces en las afueras de la Londres "civilizada", tenía un pequeño jardín y dos pisos con siete habitaciones, incluyendo la cocina.

## Muerte
En sus últimos años Jenny Marx sufrió de dolores internos, diagnosticados como cáncer de hígado. Tras una visita familiar a Francia, falleció en Londres a la edad de 67 años el 2 de diciembre de 1881. La familia la enterró en el cementerio de Highgate. Tras la muerte de su esposa Jenny, Marx desarrolló una pleuresía; falleció el 14 de marzo de 1883 en Londres. En 1954, sus restos fueron trasladados, junto con los de su marido y otros miembros de su familia, a una nueva tumba, sobre la cual se construyó un monumento.

## Aporte intelectual
Jenny von Westphalen fue parte activa en el proceso y desarrollo de la obra de Marx. Estableció comunicación epistolar con múltiples personalidades relacionadas con la cultura y la filosofía marxista como Joseph Weydemeyer, Bertha Markheim, Wilhelm Liebknecht, Moritz Elsner, Johann Philipp Becker, Friedrich Engels, Caroline Shöler así como con su marido, Karl Marx. Los siguientes ensayos de crítica cultural son sus trabajos más destacados como escritora:
- Breve esbozo de una vida agitada[10]
- Aus der Londoner Theaterwelt. En: Frankfurter Zeitung und Handelsblatt, Frankfurt am Main, n.º 328, 21 de noviembre de 1875
- Londoner Saison. En: Frankfurter Zeitung und Handelsblatt, Frankfurt am Main, n.º 95, abril, 4, 1876
- Englische Shakespeare-Studien. En: Frankfurter Zeitung und Handelsblatt, Frankfurt am Main, n.º 3, 3 de enero de 1877
- Shakespeares "Richard III" im Londoner Lyceum-Theater. En: Frankfurter Zeitung und Handelsblatt, Frankfurt am Main, n.º 39, 8 de febrero de 1877
- Vom Londoner Theater. En: Frankfurter Zeitung und Handelsblatt, Frankfurt am Main, n.º 145, 25 de mayo de 1877
- Die hervorragendesten Persönlichkeiten der englischen Salonwelt. En: Der Sprudel. Allgemeines deutsches Bade-Journal, Wien, IX. Jg., n.º 3, 18 de mayo de 1879
- Irving at home. En: Der Sprudel. Allgemeines deutsches Bade-Journal, Wien, IX. Jg., n.º 7, 23 de junio de 1879